# Jan Kuchař
Jan Kuchař (* 18. května 1974 Česká Lípa) je český politik a podnikatel, od října 2021 poslanec Poslanecké sněmovny PČR, od roku 2024 zastupitel Karlovarského kraje, v letech 2016 až 2023 starosta města Františkovy Lázně na Chebsku. Je členem hnutí STAN.

## Život
Je bývalým vrcholovým sportovcem, uvádí se jako podnikatel a jednatel společnosti. Od ledna 2019 je předsedou Sdružení lázeňských míst České republiky a z této pozice se snaží hájit zájmy všech lázeňských měst na území České republiky.
Jan Kuchař žije ve městě Františkovy Lázně na Chebsku, konkrétně v části Slatina.

## Politické působení
V komunálních volbách v roce 2010 kandidoval jako člen ODS do Zastupitelstva města Františkovy Lázně, ale neuspěl. Zvolen byl až ve volbách v roce 2014 jako člen hnutí PRO – Poctivě Rozumně Odpovědně (PRO), v prosinci 2014 se navíc stal 2. místostarostou města. Na začátku srpna 2016 však kvůli pracovním povinnostem rezignoval tehdejší starosta Otakar Skala ze stejného uskupení a dne 14. září 2016 jej ve funkci starosty města nahradil právě Kuchař. Ve volbách v roce 2018 obhájil post zastupitele města jakožto člen hnutí PRO Zdraví a lídr kandidátky. V listopadu 2018 byl po druhé zvolen starostou města. V komunálních volbách v roce 2022 kandidoval do zastupitelstva Františkových Lázní jako lídr kandidátky subjektu „PRO FRANTIŠKOVY LÁZNĚ S PODPOROU STAN“ (tj. STAN a nezávislí kandidáti). Mandát zastupitele města se mu podařilo obhájit.
V krajských volbách v roce 2016 kandidoval jako člen hnutí PRO ZS do Zastupitelstva Karlovarského kraje, ale neuspěl. Zvolen nebyl ani ve volbách v roce 2020 jako nestraník za hnutí STAN na kandidátce subjektu „STAN - Starostové a nezávislí společně s KOA, VPM Cheb a TOP 09“ (skončil jako první náhradník).
Ve volbách do Poslanecké sněmovny PČR v roce 2013 kandidoval jako člen hnutí UNP na kandidátce strany Hlavu vzhůru – volební blok v Karlovarském kraji, ale neuspěl. Zvolen nebyl ani ve volbách v roce 2017, když kandidoval jako člen hnutí PRO ZS na kandidátce ODA, a to v pozici lídra.
Ve volbách do Poslanecké sněmovny PČR v roce 2021 kandidoval jako člen hnutí STAN na 2. místě kandidátky koalice Piráti a Starostové v Karlovarském kraji a byl zvolen poslancem.
Od července 2022 do května 2025 byl členem předsednictva hnutí STAN. V krajských volbách v roce 2024 byl zvolen jako člen hnutí STAN zastupitelem Karlovarského kraje.
Ve volbách do Poslanecké sněmovny PČR v roce 2025 je lídrem hnutí STAN v Karlovarském kraji.